# Константиновка (Смелянский район)

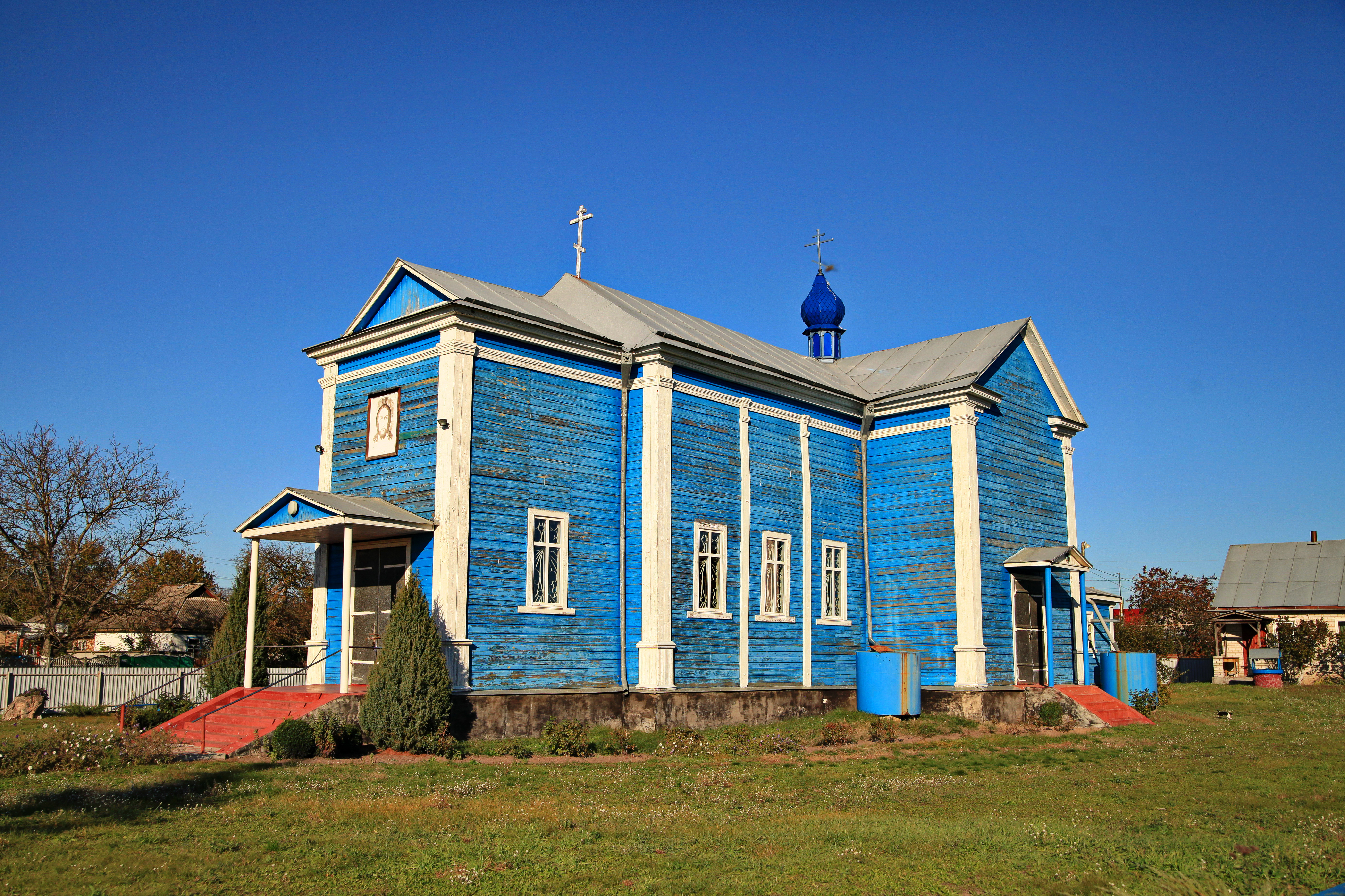
Церковь Воскресения

Константи́новка (укр. Костянтинівка) — село в Смелянском районе Черкасской области Украины.
Почтовый индекс — 20724. Телефонный код — 4733.

## Население
Население по переписи 2001 года составляло 2749 человек.

### Языковой состав
Родной язык населения по данным переписи 2001 года:
| Язык       | Численность, чел. | Доля     |
| ---------- | ----------------- | -------- |
| Украинский | 2 633             | 95,78 %  |
| Русский    | 110               | 4,00 %   |
| Другое     | 6                 | 0,22 %   |
| Итого      | 2 749             | 100,00 % |

## Местный совет
20724, Черкасская обл., Смелянский р-н, с. Константиновка, ул. Ленина, 169а